# Quentin Westberg
Quentin Westberg (Suresnes, 25 aprile 1986) è un ex calciatore statunitense, nato in Francia, di ruolo portiere.

## Carriera
Inizia giocando soprattutto nelle serie minori del campionato francese. Ha giocato dal 2006 al 2010 con il Troyes. È poi passato alla Évian (2011-2012) e all'Union Sportive de Luzenac (2012-2014). Nel 2015 ha giocato per il Sarpsborg 08 Fotballforening in Norvegia, tornando poi nello stesso anno al Tours. Dopo un paio di stagioni all'Auxerre, si trasferisce in Canada, essendo stato ingaggiato dal Toronto FC con cui rimane per quattro stagioni e collezionando 79 presenze in cui ha subito 127 reti.
A partire dal 1º gennaio 2023 diviene un calciatore dell'Atlanta United.

## Palmarès

### Competizioni nazionali
- Canadian Championship: 1

Toronto FC: 2020